# Karl-Heinz Lesnau
Karl-Heinz Lesnau (* 20. Mai 1935 in Halle; † 13. August 1996 in Berlin) war ein Berliner Politiker (CDU).

## Leben
Nach Grundschule und Gymnasium legte Lesnau 1951 erfolgreich das Abitur ab. Anschließend begann er das Studium der Rechtswissenschaften an der Freien Universität Berlin, das er jedoch ohne Abschluss abbrach. Während seines Studiums war er aktiv beim Corps Cheruscia Berlin und schloss sich später auch dem Corps Irminsul in Hamburg an, dem er bis zu seinem Tod angehörte.
Nach Beendigung des Studiums erfolgte die Ausbildung bei der Bundesfinanzverwaltung zum Zollinspektor (Abschluss als Dipl.-Verwaltungswirt, FH). 1965 beging er die Laufbahnprüfung. 1968 wechselte er zum Bezirksamt Zehlendorf, dort war Lesnau Leiter des Amtes III der Abt. Sozialwesen (Oberamtsrat).
Lesnau war verheiratet und hatte zwei Kinder.
Seit 1969 war Lesnau Mitglied der CDU. 1972 wurde er zum stellvertretenden Vorsitzenden, 1981 zum Vorsitzenden des Ortsverbandes „Pallas“ in Berlin-Schöneberg gewählt. Zudem war er Beisitzer im Kreisvorstand Schöneberg und Mitglied der CDA. Von 1971 bis 1975 war er Bürgerdeputierter und von 1975 bis 1983 Bezirksverordneter in Schöneberg. Am 29. April 1983 wurde er als Nachrücker Mitglied des Berliner Abgeordnetenhauses. Dort blieb er Abgeordneter (9., 10., 11., 12. und 13. Wahlperiode) bis zu seinem Tode 1996.